# Allée couverte de Kerantiec
L'allée couverte de Kerantiec est un monument mégalithique datant du Néolithique, situé en Riec-sur-Bélon dans le Finistère, en Bretagne. 

## Histoire
Le monument n'a été reconnu pour la première fois en juin 1947 par Pierre-Roland Giot et J. Cogné. Il fait l’objet d’un classement au titre des monuments historiques par arrêté du 16 décembre 1953.

## Description
Cette allée couverte présente la particularité d'être arc-boutée. Ce type de monument est peu courant mais il en existe quelques exemplaires dans le sud du Finistère (Lesconil, Castel-Ruffel) et dans le Morbihan. Elle est orientée selon un axe légèrement est/ouest. Elle mesure 9,50 m de longueur. Le parti architectural a consisté à faire porter une paroi de la sépulture par l'autre, ce qui permet l'économie de dalles de couverture, mais réduit sensiblement le volume de la chambre funéraire. Les huit piliers constituant la rangée côté sud sont fortement inclinés et viennent s'appuyer sur les piliers côté nord dressés presque à la verticale, dont deux atteignent ou dépassent une hauteur de 2 m. D'autres piliers ont basculé à l'horizontale. La dalle de chevet est assez petite mais demeurée en position verticale. L'entrée se faisait par l'est. La largeur interne de la chambre ne dépasse pas 1 m. Les dalles de pierre utilisées pour la construction du monument sont pratiquement toutes en granite de Moëllan, parfois migmatisé, sauf un pilier qui est en gneiss œillé, roches d'origines locales.